# 紐西蘭國會建築群

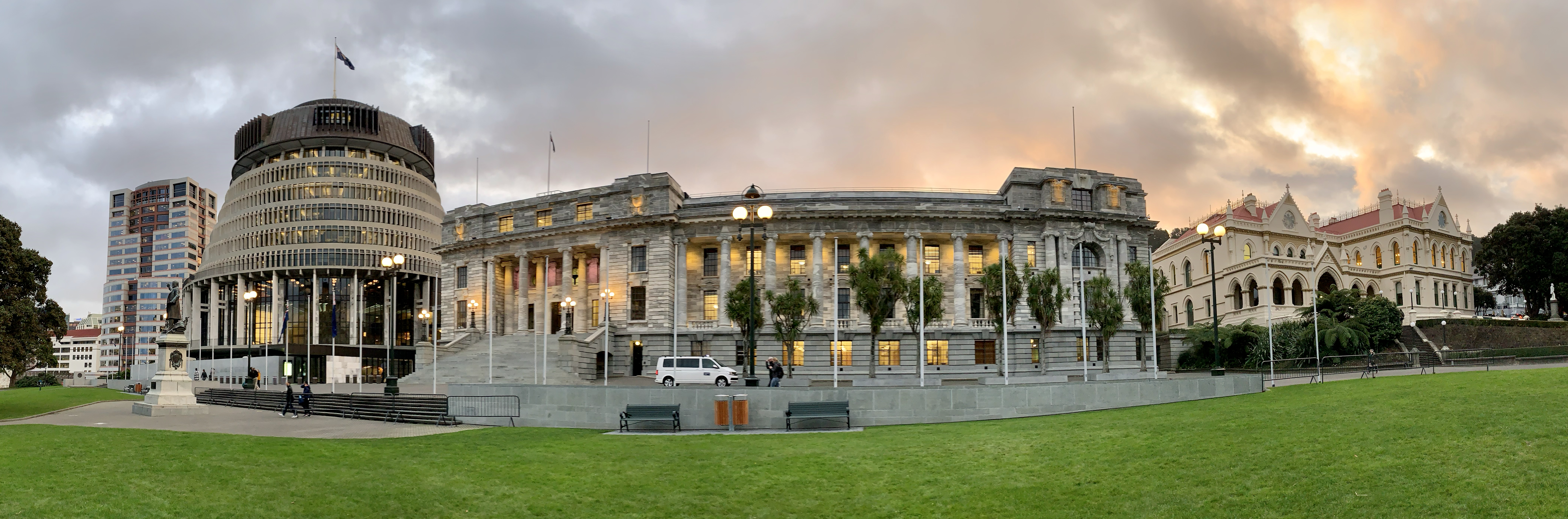
（從左到右）博恩大廈（Bowen House）、蜂窩大廈、紐西蘭國會大廈以及國會圖書館

新西蘭國會建築群（英語：New Zealand Parliament Buildings）是新西蘭國會所在地，面積45000平方米，位於威靈頓的蘭頓碼頭（Lambton Quay），包括國會圖書館（1899年）、國會大廈（1922年）、蜂窩大廈（1977）和博恩大廈（Bowen House）（1991年啟用）。紐西蘭國會建築群特徵極為不同，在美學上形成鮮明對比。